# Orłów (województwo podkarpackie)
Orłów (dawn. Schönanger) – wieś w Polsce położona w województwie podkarpackim, w powiecie mieleckim, w gminie Borowa nad Wisłoką. Jedyna w Polsce miejscowość bez zakrętu.
W latach 1975–1998 miejscowość położona była w województwie rzeszowskim.

## Historia
Wieś została założona przez kolonistów niemieckich w okresie kolonizacji józefińskiej. W 1786 kolonia niemiecka Schoenanger założona została na wydzielonych gruntach wsi Pławo. W latach 1900–1914 koloniści niemieccy wybudowali domy mieszkalne i założyli szkołę. W centrum Orłowa stoi zabytkowa kaplica wzniesiona przez kolonistów niemieckich.
W 1903 urodził się tu Roman Gesing, inżynier leśnik, polityk, poseł na Sejm PRL.

## Sport
Od roku 2003 istniał w Orłowie klub sportowy Tęcza Orłów (wcześniej Wisłoka Orłów). W 2014 roku został zawieszony i czeka na nowego gospodarza.